# Mitranthes maxonii
Mitranthes maxonii är en myrtenväxtart som först beskrevs av Nathaniel Lord Britton och Ignatz Urban, och fick sitt nu gällande namn av George Richardson Proctor. Mitranthes maxonii ingår i släktet Mitranthes och familjen myrtenväxter. Inga underarter finns listade i Catalogue of Life.